# Botrychium minganense
Botrychium minganense — трав'яниста рослина родини вужачкові (Ophioglossaceae).

## Опис
Рослина довжиною 5–30 сантиметрів. Листова пластина тьмяно-зелена, від довгастої до лінійної, 1-периста. Спороноси 1-перисті, 2-перисті на дуже великих, надійних рослинах. 2n=180.

## Поширення
Країни зростання: Канада, США, Сен-П'єр і Мікелон, Ісландія, висота проживання: 0—3700 м.

## Галерея

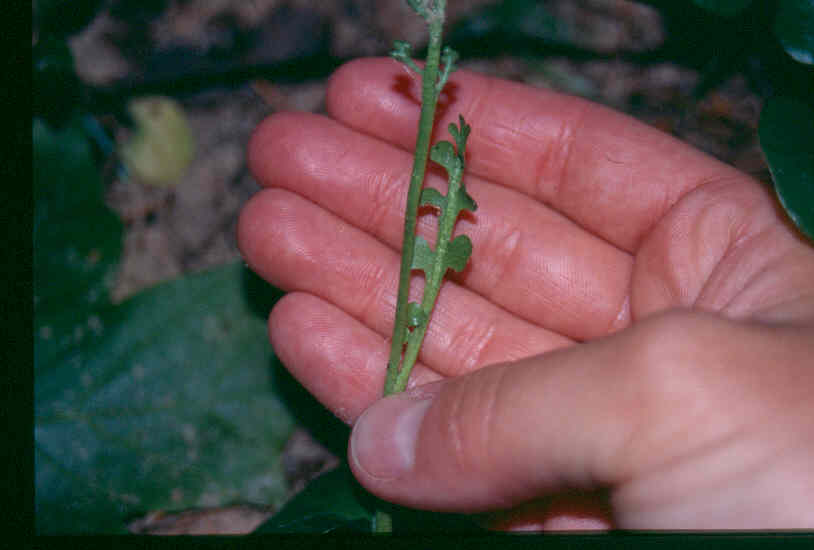
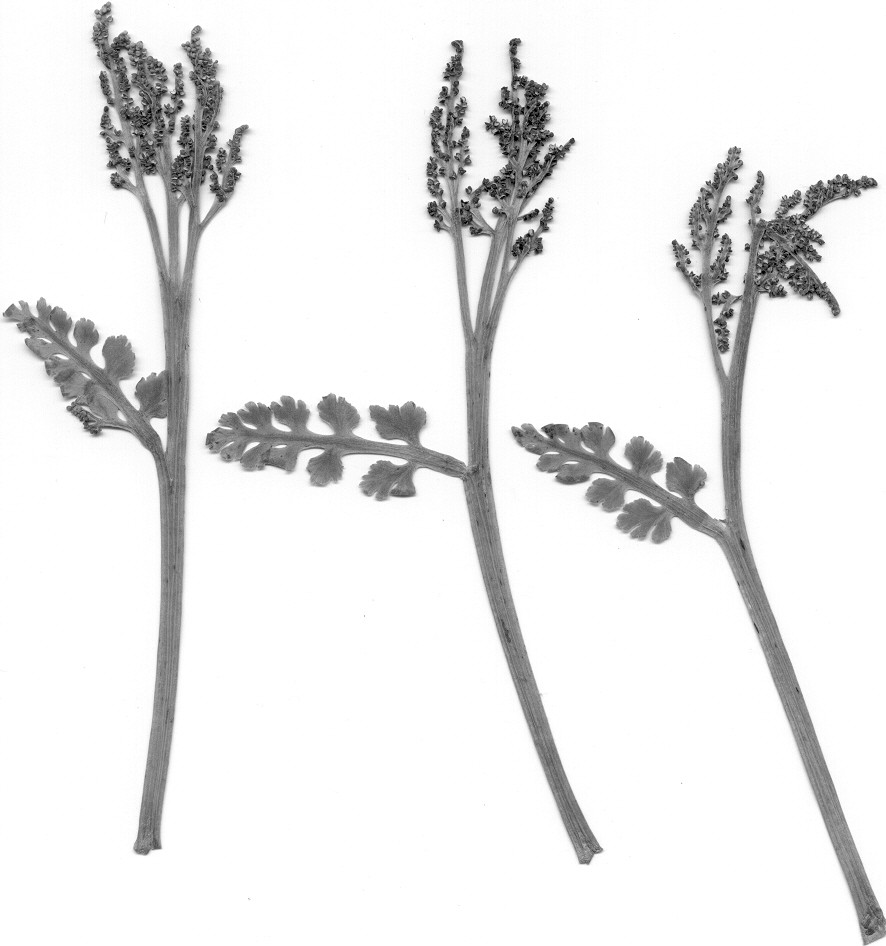